# Antonio Cupo
Antonio Cupo (Vancouver, 10 gennaio 1978) è un attore canadese di origini italiane.

## Biografia
Nato a Vancouver il 10 gennaio 1978 in una famiglia di emigranti italiani giunta in Canada nel 1968, Antonio Cupo è il più giovane dei tre figli di Manlio (proveniente da Palomonte) e Lucia (nata a Barletta), gli altri sono Sabato e Carmelina. Si è laureato in Letteratura inglese alla  University of British Columbia. Vive tra Vancouver, Los Angeles e Roma; lavora per il teatro, il cinema e la televisione. Alla recitazione alterna la musica: è stato voce solista del gruppo musicale Hybrid Cartel, è un compositore e suona vari strumenti. Pratica vari sport.
Il suo primo ruolo da protagonista è stato sotto la direzione di Fabio Segatori nel film Hollywood Flies. Tra gli altri suoi lavori girati negli Stati Uniti: Lizzie McGuire: Da liceale a popstar, regia di Jim Fall, Taken, prodotta da Steven Spielberg, The L Word e molti altri.
In Italia raggiunge il successo nel 2005, interpretando il ruolo dell'Ufficiale Christian Grey/Principe Cristiano Caracciolo di Montesanto, protagonista maschile nella seconda stagione di Elisa di Rivombrosa. Successivamente, ha recitato, tra l'altro, nel film, diretto da Renzo Martinelli, Carnera - The Walking Mountain, dove interpreta il ruolo del pugile Max Baer, nella sit-com Medici miei e nei film Barbarossa, diretto da Renzo Martinelli, e Smile, regia di Francesco Gasperoni, entrambi nelle sale nel 2009.
Tra il 2009 e il 2010 è protagonista, insieme a Roberta Lanfranchi, del musical Cenerentola, diretto da Massimo Romeo Piparo. Nel 2014 è tra i protagonisti del film Anita B.

## Filmografia

### Cinema
- After, regia di Byron Lamarque (2001)
- Lizzie McGuire: Da liceale a popstar, regia di Jim Fall (2003)
- Clive Barker's Saint Sinner, regia di Josh Butler (2004)
- Hollywood Flies, regia di Fabio Segatori (2004)
- Lezioni d'amore (Elegy), regia di Isabel Coixet (2008)
- Carnera - The Walking Mountain, regia di Renzo Martinelli (2008)
- Barbarossa, regia di Renzo Martinelli (2009)
- Smile, regia di Francesco Gasperoni (2009)
- Prigioniero di un segreto, regia di Carlo Fusco (2010)
- American Mary, regia di Jen Soska e Sylvia Soska (2012)
- 11 settembre 1683 (September Eleven 1683), regia di Renzo Martinelli (2012)
- Anita B., regia di Roberto Faenza (2014)
- Body of Deceit, regia di Alessandro Capone (2015)
- It Happened in L.A., regia di Michelle Morgan (2017)
- Vault, regia di Tom DeNucci (2019)
- The Legend of La Llorona, regia di Patricia Harris Seeley (2021)

### Televisione
- So Weird - Storie incredibili (So Weird) – serie TV, episodio 3x07 (1999)
- Beggars and Choosers – serie TV, episodio 2x08, regia di Stuart Margolin  (1999)
- The Immortal – serie TV, episodio 1x06 (2000)
- Special Unit 2 – serie TV, episodio 2x03 (2001)
- The Sausage Factory – serie TV, episodio 1x08 (2001)
- Andromeda – serie TV, episodio 2x04 (2001)
- Dark Angel – serie TV, episodi 1x10-2x01 (2001)
- ICE: Beyond Cool, regia di Tony Papa – film TV (2001)
- Taken, regia di Thomas J. Wright – miniserie TV, episodio 1x06 (2002)
- Just Cause – serie  TV, Episodio 1x11 (2002)
- Just Deal – serie TV, episodi 3x01-3x04 (2002)
- Saint Sinner, regia di Joshua Butler – film TV (2002)
- Black Sash - Episodio: Date Night, regia di Stuart Gillard (2003)
- The L Word – serie  TV, Episodio: Pilot, regia di Rose Troche (2004)
- Elisa di Rivombrosa Capitolo secondo, regia di Cinzia TH Torrini – serie TV (2005)
- Love Notes, regia di David Weaver – film TV (2007)
- Lost Behind Bars, regia di Scott Williams – film TV (2008)
- Medici miei, regia di Massimo Martelli – serie TV (2008)
- Negli occhi dell'assassino, regia di Edoardo Margheriti – film TV (2009)
- Tutta la verità, regia di Cinzia TH Torrini – miniserie TV (2009)
- Il ritmo della vita, regia di Rossella Izzo (2010)
- L'ombra del destino, regia di Pier Belloni – miniserie TV, 6 episodi (2011)
- Parole magiche - La storia di J.K. Rowling (Magic Beyond Words: The J.K. Rowling Story), regia di Paul A. Kaufman – film TV (2011)
- 6 passi nel giallo - Vite in ostaggio, regia di Lamberto Bava (2012)
- Supernatural – serie TV, episodio 7x19 (2012)
- Bomb Girls – serie TV, 18 episodi (2012)
- La parata dell'amore (Love at the Thanksgiving Day Parade), regia di Ron Oliver (2012) – film TV
- Il negozio del Natale (Hats Off to Christmas!), regia di Terry Ingram (2013) – film TV
- I misteri di Murdoch (Murdoch Mysteries) – serie TV, episodio 6x11 (2013)
- Ho sognato l'amore (In My Dreams), regia di Kenny Leon (2014) – film TV
- Tra matrimoni e divorzi (For Better or for Worse), regia di Marita Grabiak (2014) – film TV
- L'amante perfetta (The Good Mistress), regia di Terry Ingram (2014) – film TV
- Bomb Girls: Facing the Enemy, regia di Jerry Ciccoritti – film TV (2014)
- A Christmas Tail, regia di Elias Underhill – film TV (2014)
- Ricomincio da ieri (I do, I do, I do), regia di Ron Oliver – film TV (2015)
- The Music in Me - La voce dell'amore (The Music in Me), regia di John Bradshaw - film TV (2015)
- Unreal – serie TV, episodio 1x02 (2015)
- Ice – Serie TV, 4 episodi (2016-2017)
- Animagemella.com (Anything for Love), regia di Terry Ingram – film TV (2016)
- Beaches, regia di Allison Anders – film TV (2017)
- Girlfriends' Guide to Divorce – Serie TV, episodio 3x07 (2017)
- Daughter for Sale, regia di Farhad Mann – film TV (2017)
- Segreti e tradimenti (Devious Nanny), regia di Devon Downs e Kenny Gage – film TV (2018)
- Muse, regia di George Erschbamer – film TV (2018)
- Garage Sale Mystery: I delitti del vaso di Pandora, regia di Neill Fearnley – film TV (2018)
- Amore infedele (To Have and to Hold), regia di Monika Mitchell – film TV (2019)
- Blood & Treasure – serie TV, 10 episodi (2019)
- Sleeping with Danger, regia di David Weaver – film TV (2020)
- Il mio desiderio per Natale (A Glenbrooke Christmas), regia di David I. Strasser – film TV (2020)
- Christmas at the Golden Dragon, regia di David I. Strasser – film TV (2022)
- Game of Love, regia di Jason Bourque - film TV (2023)
- A Winning Team, regia di Jason Furukawa - film TV (2023)
- Guiding Emily, regia di Andy Mikita - fim TV (2023)
- Avvocati di famiglia - serie TV, ep. 2x03 (2023)
- Junebug, regia di David Weaver - film per la TV (2024)

## Teatro
- Cenerentola, adattamento e regia di Massimo Romeo Piparo - Musical (2009-2010)

## Altre esperienze
- Ballando con le stelle 3 - Reality show - Condotto da Milly Carlucci (2006)

## Doppiatori italiani
Nelle versioni in italiano dei suoi lavori, Antonio Cupo è stato doppiato da:
- Niseem Onorato in Anita B, Elisa di Rivombrosa
- Andrea Lavagnino in Amore infedele
- Christian Iansante in Love Notes
- Francesco Bulckaen in 11 settembre 1683
- Francesco Pezzulli in Ricomincio da ieri
- Massimo De Ambrosis in Saint Sinners
- Massimiliano Manfredi in Tra matrimoni e divorzi
- Nanni Baldini in Andromeda
- Riccardo Scarafoni in Animagemella.com